# Peter Litherland
Peter Litherland (1756-1805) fue un relojero e inventor inglés.

## Semblanza
Litherland nació en Warrington y posteriormente se mudó a Liverpool, que entonces era el centro del comercio relojero. En 1791, patentó una modificación del mecanismo de palanca de cremallera utilizado en los escapes de los relojes, que era más preciso que el foliot comúnmente utilizado por entonces. Uno de sus relojes se exhibe en el World Museum de Liverpool.